# Coeligena lutetiae
El inca alihabano (Coeligena lutetiae), también denominado frentiestrella alihabano (en Ecuador), colibrí de cuello negro, inca galoneado o inca soldado (en Colombia) o inca de ala anteada (en Perú), es una especie de ave apodiforme de la familia Trochilidae (los colibríes) perteneciente al numeroso género Coeligena. Es nativo de regiones andinas del noroeste de América del Sur.

## Distribución y hábitat
Se distribuye por los Andes centrales de Colombia, hacia el sur por la pendiente oriental de los Andes de Ecuador hasta el extremo noroeste de Perú, y por la pendiente occidental hasta el noroeste de Ecuador.
Esta especie es considerada poco común a localmente común en sus hábitats naturales: desde los bosques nubosos densos hasta los bosques de queñoa Polylepis en el sub-páramo en altitudes entre 2600 y 4800 m, más común alrededor de los 3000 m.

## Descripción

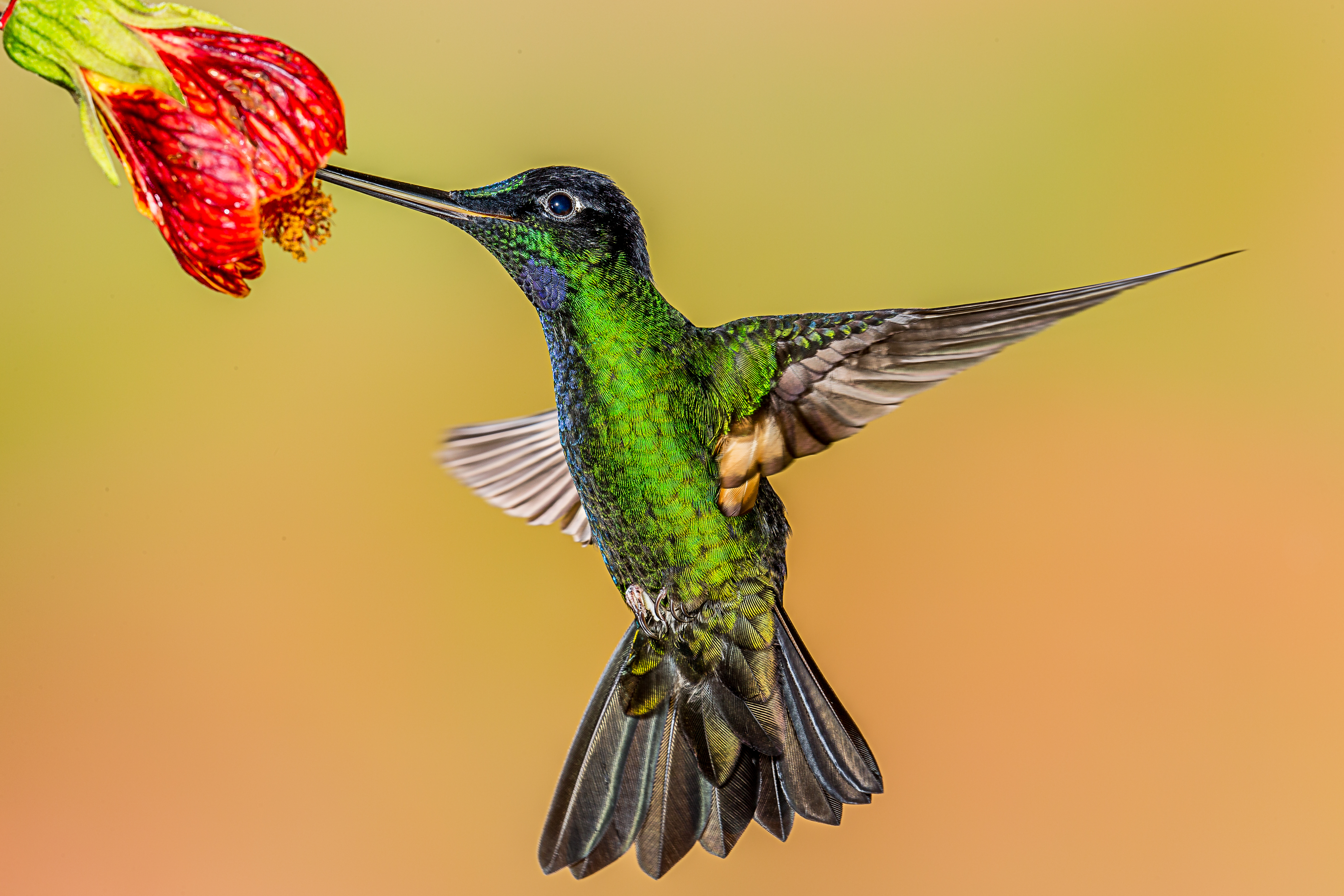
Ejemplar macho en vuelo, Guango Lodge, Ecuador.

Mide en promedio 14 cm de longitud y pesa alrededor de 7 g. Posee un largo pico, de color negro y ligeramente curvado hacia arriba. Su plumaje es verde, las alas son de color marrón oscuro con un parche blanco en la base de las plumas primarias. El pecho y vientre son de color verde intenso con una gorguera de color púrpura en los machos y verde pálido mezclado con gris en las hembras.

## Sistemática

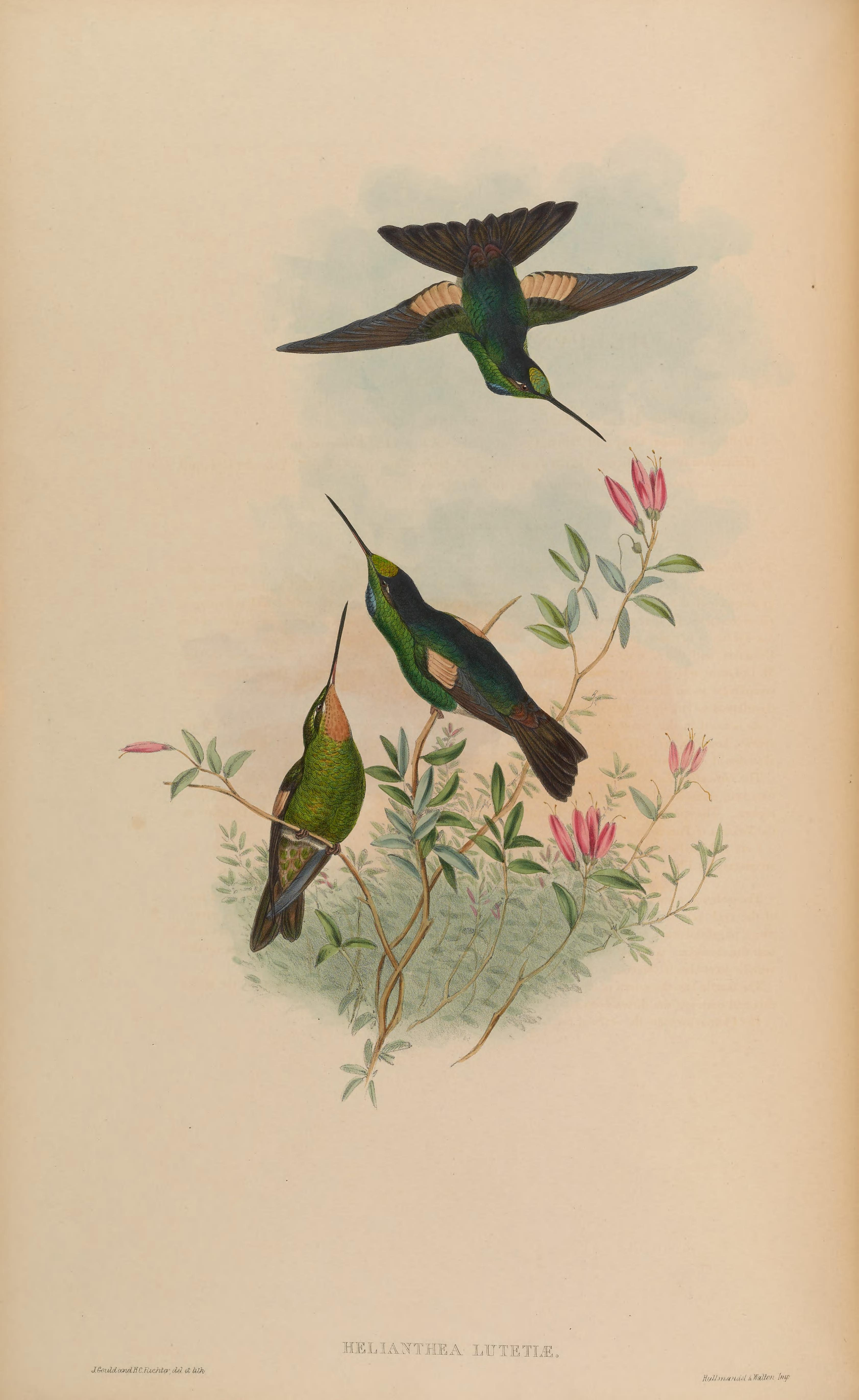
Helianthea lutetiae, sinónimo de Coeligena lutetiae, ilustración de Gould y Richter en A monograph of the Trochilidae, or family of humming-birds 4, 1861.

### Descripción original
La especie C. lutetiae fue descrita por primera vez por los ornitólogos franceses Adolphe Delattre y Jules Bourcier en 1846 bajo el nombre científico Trochilus lutetiae; su localidad tipo es: «volcán Puracé, cerca de Popayán, Colombia».

### Etimología
El nombre genérico femenino «Coeligena» deriva del nombre específico Ornismya coeligena cuyo epíteto proviene del latín moderno «coeligenus» que significa ‘celestial’, ‘nacido en el cielo’; y el nombre de la especie «lutetiae», proviene del latín «Lutetia» el nombre de París, en homenaje a 
Felipe de Orleans Conde de París (1834–1894).

### Taxonomía
La forma descrita Diphlogaena (Helianthea) traviesi Mulsant & E. Verreaux, 1866 es más probablemente un híbrido de la presente especie con Coeligena torquata.

### Subespecies
Según las clasificaciones del Congreso Ornitológico Internacional (IOC) y Clements Checklist/eBird  se reconocen dos subespecies, con su correspondiente distribución geográfica:
- Coeligena lutetiae lutetiae (Delattre & Bourcier), 1846 – Andes centrales de Colombia y pendiente oriental de los Andes de Ecuador y extremo noroeste de Perú (norte y oeste del valle del Marañón en Cajamarca y adyacente este de Piura).
- Coeligena lutetiae albimaculata Sánchez Osés, 2006 – pendiente occidental de los Andes del noroeste de Ecuador (desde Carchi al sur hasta el norte de Bolívar)